# 水質汚濁

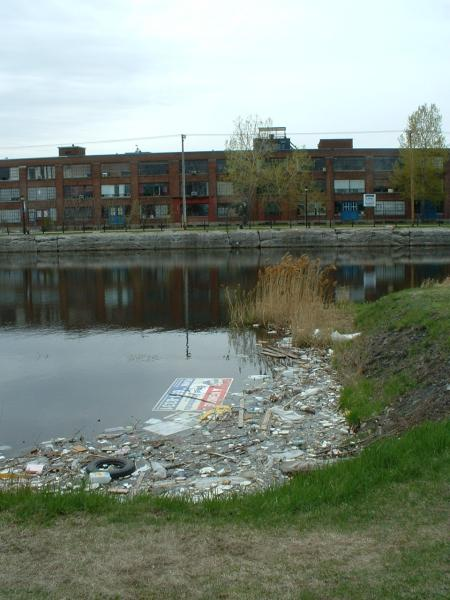
ゴミが溢れる運河（カナダ）

水質汚濁（すいしつおだく）とは、公共用水域（河川・湖沼・港湾・沿岸海域など）の水の状態が、主に人為的な活動（工場や事業場などにおける産業活動や、家庭での日常生活ほか人間の活動全て）によって損なわれる事や、損なわれた状態を指す。

## 概要
水質汚濁の原因には自然現象の一部（火山噴火や地滑り、地質条件、野生動物の活動など）も含まれるが、特に問題視されるのは生活および産業活動に伴って発生する廃棄物や排出水による汚染・汚濁など、人間が原因でありその対策が可能なものである。
水質汚濁は、直接的あるいは間接的に人々の健康や生活環境の水準を低下させ、水産業などに被害を生じさせる公害の一因として用語が定義された。現代では被害が顕れていなくとも、自然環境に悪影響を及ぼすおそれが高い現象も含める。

## 水質汚濁の類型
水質汚濁の種類はいくつかに分けられる。

### 有害物質
有害物質がその影響を顕わす濃度を超えて存在する状態。環境中の濃度が低くても生物濃縮が生じる物質では、この濃度がごく低いため、環境への放出が特に厳しく規制されている。

### 富栄養化
過剰な有機物の排出が富栄養化を招き、生態系を混乱させる。
窒素、リンといった栄養塩類が過剰に存在すると、藻類やプランクトンが爆発的に繁殖する。閉鎖性海域では、繁殖したプランクトン（時に有毒）そのものによる赤潮が発生し、またそれらがバクテリアにより酸化分解される過程で水中の溶存酸素濃度が低下し、好気性水生生物が生存できなくなる。これがさらに進行した場合、嫌気性微生物しか生存できなくなり、硫化水素などの毒性物質が生成する。それらは青潮と呼ばれ、大規模な漁業被害が現在も発生している。
また、湖沼では藍藻類の大繁殖によるアオコを生じさせ、類似の被害を招いている。

### 熱汚染

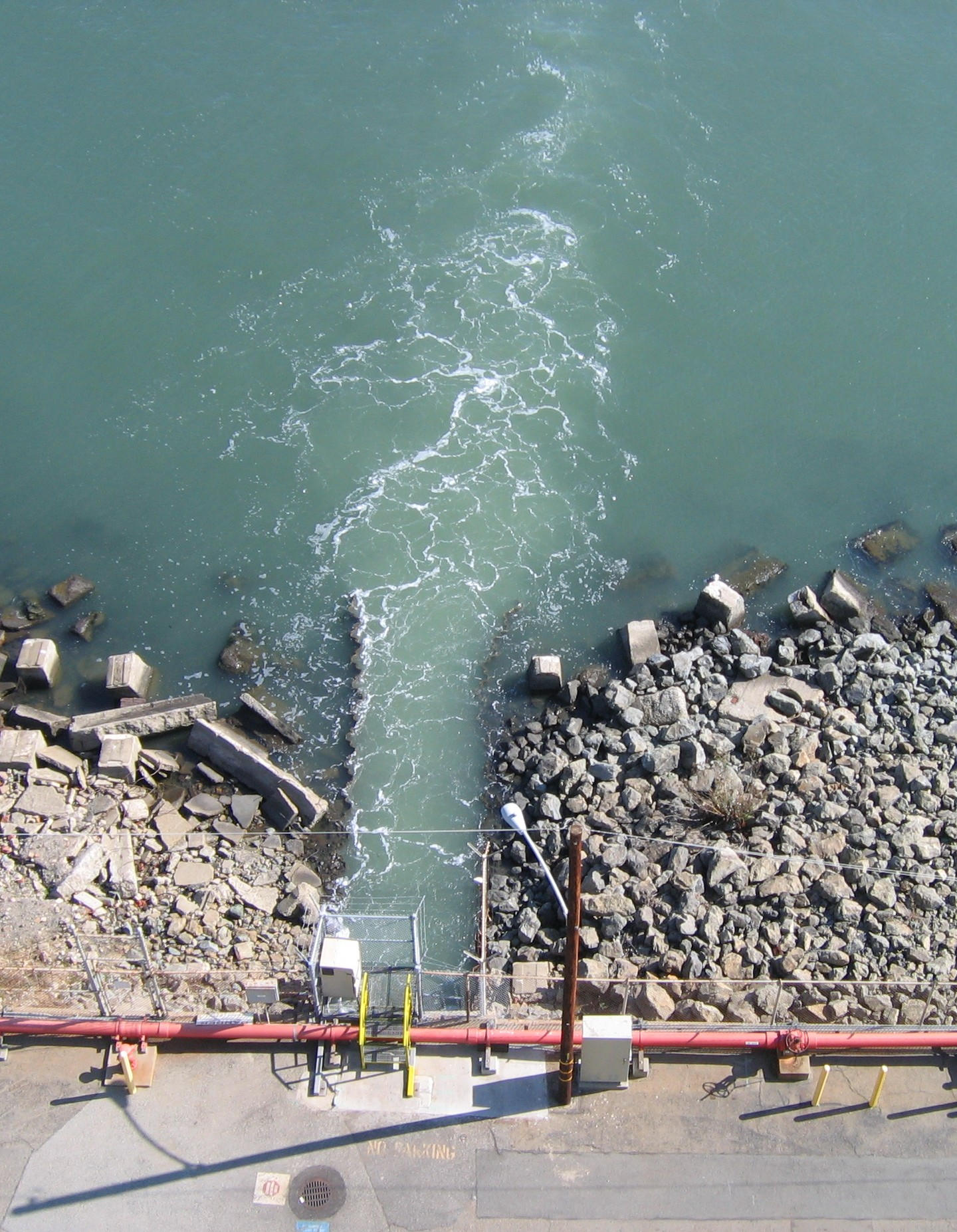
発電所からの温水排出

工場や発電所の高温の排水が河川などに流れ込むことで周囲の水温が上昇し、生態系に異常をもたらす。熱汚染として水質汚濁防止法で規制項目とされている。

### 濁水
建設工事や農業、水害などにより大量の粘土粒子が水中に分散すると、いずれ一気に沈降する時に底生生物を物理的に被う、水草などの光合成を妨げる、あるいは無機コロイドによる細胞への作用などで、魚類ではエラが詰まり死亡する、特に渓流魚では濁りが一定値を超えると発眼卵の孵化率（生存率）が低下する。、南西諸島で深刻な赤土汚染は、サンゴ群落が堆積した泥に埋没し死滅する等、広い範囲で生物群落の破壊や死滅をもたらすことがある。
これに対して、水質浄化の方法は大きく分けて３つある

（1）凝集剤

（2）吸着剤

（3-a）分解する（微生物や酵素を投入）

（3-b）分解する（微生物触媒など）

それぞれメリット・デメリット等もあり、浄化のニーズや状況にあった使い方が必要と言われている。

## 汚染物質
有害物質による水質汚濁の原因としては、カドミウム、鉛などの重金属や有機水銀、揮発性有機化合物 (VOC) などで蓄積性、発癌性を持つ物質があげられる。主に工場排水や産業廃棄物が発生源として警戒される。
水の状態を悪化させる原因となるものは、生物により容易に消費されるタイプの有機物や、肥料の成分でもある窒素・リンなどの栄養塩類などがある。主に生活排水に由来し、本来環境に必要な物質であっても、過剰に存在する故に汚染物質と化す。

### 水質汚濁の代表的な原因物質と代表的な発生源の例

#### 主に物質としての有害・有毒性によるもの
法規制の対象となっているものは、健康項目とも呼ばれる。
- 重金属類：鉱業、金属精錬・加工
- シアン化合物：メッキ工業、製鉄、都市ガス（一酸化炭素）
- 揮発性有機塩素化合物：半導体素子製造、洗浄、ドライクリーニング、塗装
- 農薬（非常に多種の製品があるが、規制対象になっているのはごく一部）
- 揮発性有機化合物：半導体産業、農薬、洗浄
- 硝酸性窒素及び亜硝酸性窒素：農業（肥料、家畜の糞尿）、自動車
- フッ素化合物：アルミニウム精錬、樹脂製造、ガラス工業
- ホウ素化合物：温泉、メッキ工業、金属加工
- 化学物質：無機・有機化学工業、半導体素子製造、農薬、廃棄物最終処分場
- 石綿

#### 主に量が過剰だと有害性を顕わすもの
法規制の対象となっているものは、生活環境項目とも呼ばれる。
- 色・匂い：染色
- 酸・アルカリ：鉱業、金属精錬・加工、無機化学工業、酸性雨
- 有機物：家庭排水、工場廃水、畜産
- 水の濁り：土木工事、鉱業、自然災害（洪水）、窯業、製紙
- 油分：石油化学、食品・油脂工業
- 微生物：医療機関、畜産、家庭排水、食品工業
- 栄養塩類：家庭排水（洗剤）、農業、畜産、化学工業・食品工業

## 法的規制
日本の場合、環境全体に対する基準と事業者の公共水域への排水への規制が主となっている。
環境基準
環境基本法で定める行政上の政策目標。最低限度ではない積極的な目標として、健康項目は全国一律、生活環境項目は河川、湖沼、海域について、その水域類型ごとに設定されている。環境基準は「維持されることが望ましい」水準であって、達成すべく行政・政策を動機づけるものとして定められている。仮に達成できなくても罰則があるわけではなく、主権者たる国民の要求がなければ放置されかねない性質のものである。従って、維持するためには行政を動機づける、意思の表明が必要となる。
一律排水基準
水質汚濁防止法で定める、日平均50m3以上の事業場から公共水域への排出水に対する基本的な規制値。概ね環境基準の（検出されないこと、の場合は定量下限値の）10倍値を用い、排出許容量を定めて環境基準の達成を図っている（公共水域中で10倍以上に希釈されることを期待しているためであるが、その期待ができない地下水では浸透水への規制値は環境基準と同じ値となっている）。実際には原理的に達成困難な業種への例外規定、改正後の経過措置、あるいは条例による上乗せ・横だし規制が存在し、実務では法令の確認を要する。
汚染者負担原則
水質汚濁防止法のもう一つの柱であり、1973年制定の公害健康被害補償法に先だち、水質汚濁による健康被害への損害賠償を定めている。これは、適切な排水処理への投資を経済原理に適ったものとする目的がある。但し、工場など拠点を構えて事業を行う排出責任者を想定したものであって、単発的な不法投棄を抑制するには限界がある。
他国の事例によると、アメリカの環境基準は「水遊びと魚釣りが出来ること」を目標としており、アウトドア好きな国柄が表れている。

### 対象とされる水の種類
通常この用語を用いる場合、その水の対象は表流水に限られており、地下水などについてこの用語を用いることはほとんどない。
- 地下水への浸透は水質汚濁防止法の規制対象だが、用語としては地下水汚染が使われている。さらに、土壌水は土壌汚染対策法の対象として土壌汚染に含まれるが、これは日本特有であるという。

- 廃棄物などの最終処分場内に含まれる水（保有水）は、高濃度の汚染物質を含む場合がある。ただし処分場内部であることから、水質汚濁とは見なされない。一方、処分場から外へしみ出してゆく水（浸出水）については、地下水汚染を防ぐため遮水により浸出水処理施設へ導かれ、そこで水処理される。

- 沿岸海域以外の海水は、主に海洋投棄に関する規制で海洋汚染などと表現されている。

- 酸性雨など、降水や霧が大気中の物質を溶解（湿性沈着）し、高濃度の汚染物質を含んでいても、やはり水質汚濁とはいわない。

### 底質との関係
現実の環境、特に河川の水質汚濁においては、水中に分散した時の底質そのもの（懸濁物質）、および液体と固体の間で物質が吸着・溶出する作用が、非常に大きな要素となっている。重みと作用機構はいくぶん異なるが、湖沼や海域でも同様である。
水質汚濁の定義に底質汚染が含まれるのは、大雨による河川増水など気象条件や、浚渫などの人為的な行為によって撹拌された時はもちろん、平常時であっても水との相互作用が常に起きていて、影響を及ぼし合っているためである。従って、ある日時の水だけを試験・評価しただけでは不十分である。
また、底質は水に比して移動速度が極めて遅い特徴がある。さらに物質の吸着・溶出は、接している水との濃度勾配や、各々の物質がもつ水溶性などの物性、水温や他の溶存物質（汽水など）の影響による物理・化学的側面に加え、底質中に無数に存在する微生物の代謝や食物連鎖などの生態系内部での物質移動といった生物的側面が大きいと考えられ、その解明は道半ばにある。
しかし、水域全体の底質を調査するには、過大なコストが必要となるため、行政による規制はごく限定されたものとなっている。現在、底質に対する規制が実施されているのは、水銀、PCB、ダイオキシン類についてのみとなっている。
従って、有害性が未解明で法規制も行われていなかったり、水処理技術が未発達だった時代に排出された水・廃棄物に由来する有害物質が底質に蓄積されているため、水質が改善した現代の環境へと、逆に溶け出してくるおそれがあり、これは現実に発生していると考えられる。
例えば、ダイオキシン類の排出量は大きく改善されているにも係わらず、環境調査における水質でのダイオキシン類濃度がほとんど減少していない。これは、過去に排出されたダイオキシン類が底質に蓄積し、改善された水質を汚染しているためと考えられる。

## 日本における水質汚濁
日本で水質汚濁が激化したのは高度成長期以降であるが、住民への有害物質による健康被害が重大化したのは江戸時代からの足尾鉱毒事件が最初といわれる。

### 「公害列島」時代
高度成長期に入り、急増した産業排水・廃棄物が公共水域へ投棄され続けた結果、1950年代から有明海で水俣病、1960年代に神岡鉱山下流でイタイイタイ病、阿賀野川で第二水俣病と、深刻な健康被害を引き起こす公害病が多発した。
また、生活水準向上への欲求から水洗トイレが普及したが、生活排水の不十分な処理のままの放流により、多くの河川や湖沼が高濃度のBOD成分により汚染され、魚類等の水質環境変化による絶滅、生産性の衰退など被害が激化した（川漁が盛んな地域で迷惑料を課したケースもある）。

### 公害国会とその後
1970年の第64回国会で、多くの法令による規制がようやく開始され、また国民の環境に対する意識の変化などにより、河川のBOD・海域のCODの数値は徐々に改善され、環境基準達成率も向上した。
しかし、都市中小河川や湖沼などの閉鎖性水域では、環境基準達成率は依然として低い状態が続いている。
新たな問題として廃棄物の不法投棄と関連した地下水汚染（地下水の水質汚濁）の発生も見受けられるようになった。2003年には、茨城県神栖市（当時は神栖町）で不法投棄による砒素化合物が原因と考えられる地下水汚染が発生し、住民に被害が出ている。

### 生活排水への取り組み
現在の水質汚濁の7割近くは一般家庭からの生活排水が汚染源となっている。対策のひとつとして、2005年の浄化槽法改正により単独処理浄化槽が廃止、水質基準の設定等が行われたが、一般家庭での環境意識が伴わなければ効果は期待できない。生活排水対策は法令だけでは効果が期待しにくいため、産業排水対策より対策は困難とされる。

### 進行中の水質悪化
日本では、山岳リゾート地や温泉ブームにより山間部や僻地の温泉にも人気場所がある。多くの場合、それらの場所は高度な排水処理はされず、簡易的な処理または直接川に排出される。そのため、下流域に生息する渓流魚のイワナ、ヤマメに入浴剤やシャンプー臭が付く現象が起きている。また、スキー場において雪面安定剤として硫酸アンモニウム（(NH4)2SO4）が散布されるが、硫酸アンモニウムは低温環境下でも硝化することで硝酸に変化し河川に流入している。

## 海外の水質汚濁
有害物質による大規模な汚染災害が、過去に何件か起きている。現代では中国をはじめとする新興工業国での恒常的な水質汚濁激化が、国内外で健康被害を招く事例が急増している。
そのほか貧困や格差、紛争による社会基盤欠損が、人口の過密による生活排水汚染を放置し住民の健康を蝕んでいる事例は、アメリカからアフリカまで全世界で枚挙に暇がない。
ただし先進国であっても、主に経済的な動機により公共水域の水質悪化を軽視している事例が見られる。
- 1986年、スイスの化学薬品工場の火災により、大量の化学物質がライン川に流入し、ドイツなど下流の国々に大きな影響を与えた。
- 2005年、吉林省の化学工場爆発により、中ロ国境を流れるアムール川(黒龍江)にベンゼンが流出した。
- 1980年代、ソ連のチェルノブイリ原子力発電所の爆発により飛散した放射性物質により、広範囲なエリアが汚染された。

- 2010年、ハンガリーのアルミニウム工場で大量の赤泥が流出し、周辺地域を汚染して多数の死傷者を出した。